# HOK (estudio de arquitectura)
HOK (anteriormente llamado Hellmuth, Obata + Kassabaum) es una firma global de arquitectura, diseño de interiores, ingeniería, planificación y consultoría. HOK es el grupo de arquitectura-ingeniería más grande con sede en los Estados Unidos y uno de los líderes en diseño sostenible y de alto rendimiento. La firma cuenta con más de 1700 empleados profesionales en sus 25 oficinas alrededor del mundo y trabaja en prácticamente todas las especialidades de arquitectura más importantes. Entre sus obras se encuentran rascacielos como las Flame Towers de Bakú, el One Churchill Place de Londres o la Renaissance Tower de Dallas.

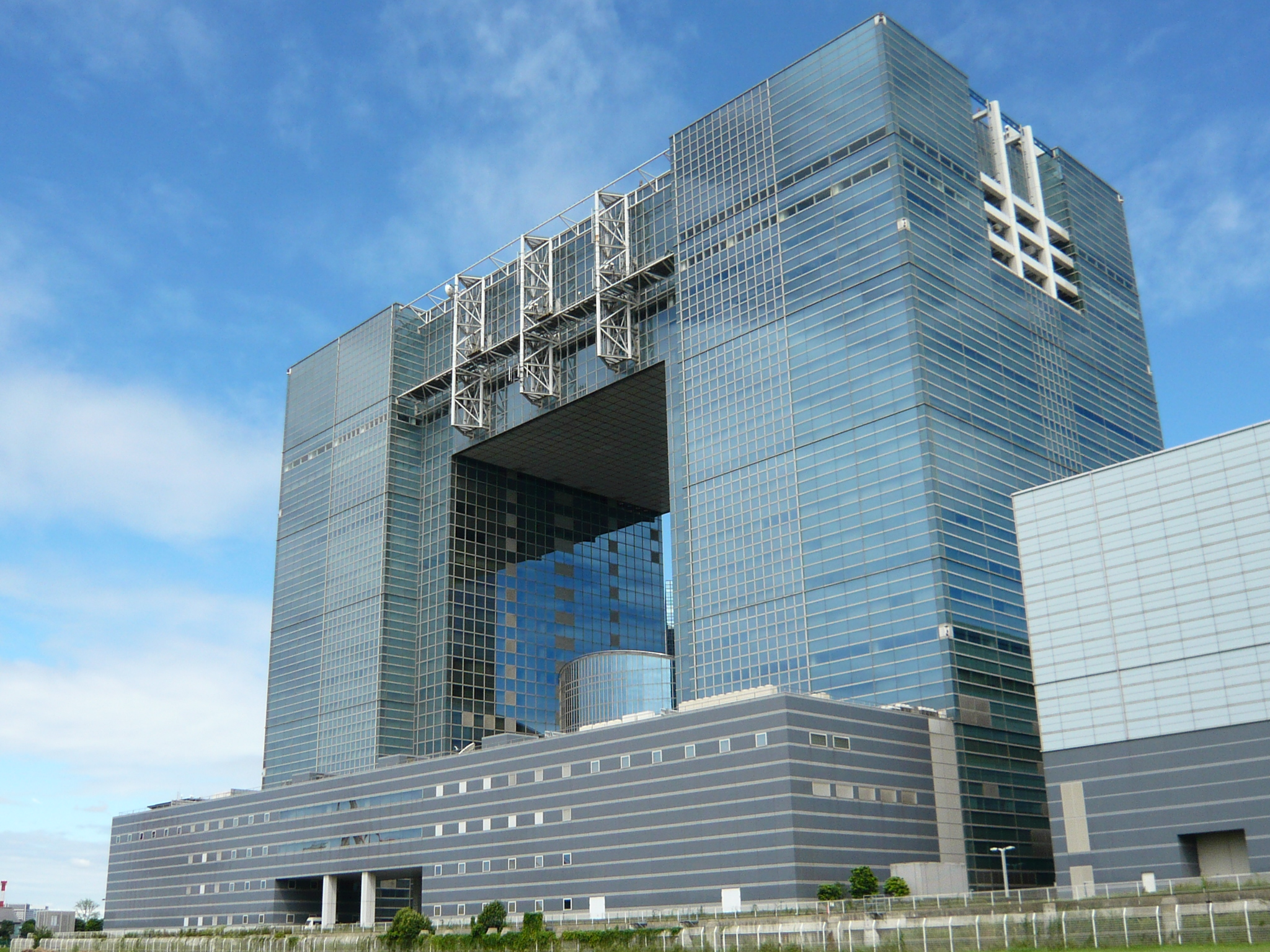
Tokio Telecom Center en Tokio, edificio diseñado por la firma.

## Obras escogidas
- 1962: The Priory Chapel, San Luis
- 1970: Houston Galleria, Houston
- 1970: Xerox PARC, Palo Alto
- 1974: Renaissance Tower, Dallas
- 1975: Universidad Rey Saúd, Riad
- 1976: Museo Nacional del Aire y el Espacio, Washington D. C.
- 1979: Cecil H. Green Library, Stanford University, Stanford
- 1981: Moscone Center, San Francisco
- 1981: One Metropolitan Square, San Luis
- 1982: Levi's Plaza, San Francisco
- 1983: Aeropuerto Internacional Rey Khalid, Riad
- 1985: San Luis Union Station Renovation and Redevelopment, San Luis
- 1986: 200 Public Square Cleveland
- 1986: Kellogg Company Headquarters Battle Creek
- 1986: Riverchase Galleria Birmingham
- 1991: 801 Grand, Des Moines, Iowa (edificio más alto de Iowa)
- 1992: Schapiro Center for Engineering and Physical Science Research (CEPSR), Columbia University
- 1993: Apple Inc. R&D Campus, Cupertino
- 1994: Independence Temple, Independence
- 1995: Tokio Telecom Center, Tokio
- 1996: Tuntex Sky Tower, Kaohsiung
- 1996-1997: Nortel Brampton Centre HQ, Brampton
- 1997: Foreign and Commonwealth Office Restoration, Londres
- 1997: Biblioteca y Museo Presidencial de George H. W. Bush, College Station
- 1997: Tuntex Sky Tower, Kaohsiung
- 1999: Northwestern Memorial Hospital Facility Replacement and Redevelopment, Chicago
- 1999: Edificio Malecón Office Tower, Buenos Aires
- 1999: Boeing Leadership Center, San Luis
- 1999: American Airlines Arena (home of NBA Miami Heat), Miami
- 2000: Passenger Terminal Amsterdam, Ámsterdam, Países Bajos
- 2000: Nationwide Arena (home of NHL Columbus Blue Jackets), Columbus
- 2001: Estados Unidos Environmental Protection Agency Research Center, Research Triangle Park
- 2002: Darwin Centre at the Natural History Museum, Passenger Terminal Cork, Cork Airport
- 2002: Alfred A. Arraj U.S. Courthouse, Denver
- 2003: Steven F. Udvar-Hazy Center of the National Air and Space Museum, Chantilly, Virginia
- 2004: Harlem Hospital Center Master Plan and Patient Pavilion
- 2005: Cisco Systems Diseño de interiores del Centro de información ejecutiva, San Jose
- 2005: Terminal A at Logan International Airport, Boston
- 2005: Stockton Arena (home of ECHL Stockton Thunder), Stockton
- 2006: Lavasa Hill Station Master Plan and Design Guidelines, Moss Valley, Pune
- 2006: Natural History Museum of the Adirondacks (The Wild Center), Tupper Lake
- 2006: SJ Berwin European Headquarters Interior Design, Londres
- 2007: Dubai Marina, Dubái
- 2007: Hyatt on the Bund, Shanghái
- 2007: Sprint Center, Kansas City
- 2008: Frost Art Museum International University, Miami
- 2008: Midfield Terminal en el Aeropuerto Internacional de Indianápolisnapolisna (master designer)
- 2008: Kansas City Power & Light District, Kansas City
- 2009: Doha City Centre, Doha, (diseño de cinco torres hoteleras para el desarrollo minorista más grande de Oriente Medio)
- 2009: Universidad de Ciencia y Tecnología Rey Abdalá, Thuwal
- 2009: Carnival House, head office of Carnival UK, Southampton
- 2009: Bakrie Tower, Jakarta
- 2009: Huntington Park Columbus
- 2010: Aeropuerto Internacional Indira Gandhi – Terminal 3, Delhi
- 2010:Edificio en el Lyndon B. Johnson Space Center, Houston
- 2010: MetLife Stadium, East Rutherford
- 2011: Great American Tower, Cincinnati
- 2011: Salvador Dalí Museum, St. Petersburg
- 2011: Brigade Gateway Enclave, Bengaluru
- 2011: Keangnam Hanoi Landmark Tower, Hanoi (edificio más alto de Vietnam)
- 2012: Sede de Canon USA, Melville
- 2012: Flame Towers, Bakú
- 2012: Harlem Hospital Center Mural Pavilion
- 2013: San Francisco Mint Adaptive Reuse, San Francisco
- 2013: BBC Broadcasting House Headquarters Workplace Strategy and Interior Design, Londres
- 2013: Husky Stadium, Seattle, Washington
- 2013: Auburn University Recreation & Wellness Center, Auburn
- 2014: 535 Mission Street, San Francisco
- 2014: Anaheim Regional Transportation Intermodal Center, Anaheim
- 2014: National Oceanic and Atmospheric Administration Inouye Regional Center, Pearl Harbor, Hawaii
- 2014: Aeropuerto Internacional Hamad Complejo Terminal de Pasajeros, Doha
- 2015: PayPal Park, San José
- 2015: Porsche U.S. Headquarters and Customer Experience Center, Atlanta
- 2015: Universidad de Chicago William Eckhardt Research Center, Chicago
- 2016: ADNOC Headquarters, Abu Dabi
- 2016: Rogers Place, Edmonton
- 2016: Perot Tower, Mixed Used, Dallas[3]
- 2016: St Bartholomew’s Hospital Reurbanización y edificio King George V, Londres
- 2017: School of Medicine and Biomedical Sciences d la Universidad de Búfalo, Búfalo
- 2017: Capital Market Authority Tower, Riad
- 2017: Mercedes-Benz Stadium, Atlanta
- 2017: Little Caesars Arena, Detroit
- 2018: Hartsfield–Jackson Atlanta International Airport Passenger Terminal Modernization, Atlanta
- 2018: LaGuardia Airport Central Terminal B, Queens (Phase 1)
- 2018: Central and Wolfe Campus, Sunnyvale
- 2018: Kentucky International Convention Center Redevelopment, Louisville
- 2018: LG Science Park, Seúl
- 2019: FC Barcelona New Palau Blaugrana Arena, Barcelona
- 2019: Las Vegas Ballpark, Summerlin
- 2020: Lynn Family Stadium, Louisville
- 2020: Spire Londres, Londres
- 2021: UPMC Vision and Rehabilitation Hospital at UPMC Mercy, Pittsburgh